# Ňurba
Ňurba (rusky Нюрба, jakutsky Ньурба) je město v Saše v Ruské federaci. Při sčítání lidu v roce 2010 měla deset tisíc obyvatel.

## Poloha
Ňurba leží v Středojakutské nížině na severním břehu Viljuje, levého přítoku Leny. Od Jakutsku, hlavního města republiky, je vzdálena 850 kilometrů na severozápad. Má přímé silniční spojení na západ do Mirného a na východ do Viljujsku.

## Dějiny
Ňurba byla založena v roce 1930 na místě staršího osídlení. V padesátých letech dvacátého století se začala rozvíjet v souvislosti s těžbou diamantů. V roce 1958 se stala sídlem městského typu a v roce 1998 městem.